# Jocy de Oliveira
Jocy de Oliveira (Curitiba, 11 de abril de 1936) é uma compositora, pianista e escritora brasileira.
Jocy nasceu no Paraná, estudou piano com José Kliass em São Paulo, e Marguerite Long, em Paris. Recebeu o título de "Master of Arts" pela Washington University em St. Louis, Missouri, EUA. É sucessora do maestro Eleazar de Carvalho (com quem foi casada) na Cadeira n. 32 da Academia Brasileira de Música.
Jocy apresentou a peça teatral "Apague meu Spotlight"  nos teatros municipais de São Paulo e Rio de Janeiro em 1961. A ópera foi composta em parceria com Luciano Berio.

## Obras

### Óperas
- Berio sem Censura (2012)[3]
- Liquid Voices- A História de Mathilda Segalescu (2017)[4]